# Гігант (дирижабль)
Гігант (рос. дореф. Гигантъ) — дирижабль напівжорсткої конструкції, створений за проєктом інженерів О. М. Кованько й О. І. Шабського. Найбільший керований аеростат, побудований в Росії. У наступні роки керовані аеростати такого об'єму не створювалися.

## Історія створення
У 1912 році Військовим міністерством Російської імперії був замовлений дирижабль великого об'єму за проєктом інженерів О. М. Кованько (за іншими даними-П. М. Сиромятникова) та О. І. Шабського. Будівництво дирижабля велося на Балтійському заводі.
Незважаючи на Першу світову війну, будівництво корабля було успішно завершено, і в лютому 1915 року почалися льотні випробування .
Поряд із «Гігантом», на Іжорському заводі було розпочато будівництво ще більшого за об'ємом дирижабля "Повітряний крейсер " за проєктом конструктора Б. В. Голубова та інженера Д. С. Сухоржевського. Об'єм цього судна становив 33000 м³. Будівництво не було завершено .
До початку війни в частинах повітряного флоту імперії було 9 дирижаблів переважно м'якого типу, об'ємом від 2200 до 10000 м³, було декілька елінгів.
Для збірки корабля і заправки його воднем військове міністерство виділило великий елінг в Салізі (містечко поблизу Гатчини).

## Опис
Оболонка дирижабля була виготовлена з шовкової прогумованої тканини, а каркас, що розташовувався в нижній частині оболонки, в нижній її третині — із сталевих труб. Три балонети дирижабля були забезпечені вентиляторами системи Сірокко, які працювали від окремих бензинових двигунів. Гондола «Гіганта» проходила вздовж усього корпусу дирижабля і була жорстко пов'язана з його каркасом. Особливістю конструкції було те, що гондола затягувалась тканиною і становила єдине ціле з оболонкою дирижабля.
За проектом «Гігант» повинен був мати чотири восьмициліндрові V-подібні двигуни з діаметром циліндра 145 мм і ходом поршня 175 мм. За 1100 об/хв двигуни розвивали потужність до 215 к.с. Кожен із двигунів важив 750 кг.
При проєктуванні О. І. Шабський передбачив окремі рухомі гондоли, що значно зменшувало лобовий опір. Рухомі гондоли повинні були розташовуватися з боків дирижабля — по дві з кожного боку.
Електротехнічна частина дирижабля була виконана виключно на високому рівні. На «Гіганті» були вперше використані прилади для графічного запису тяги гвинтів .

## Аварія

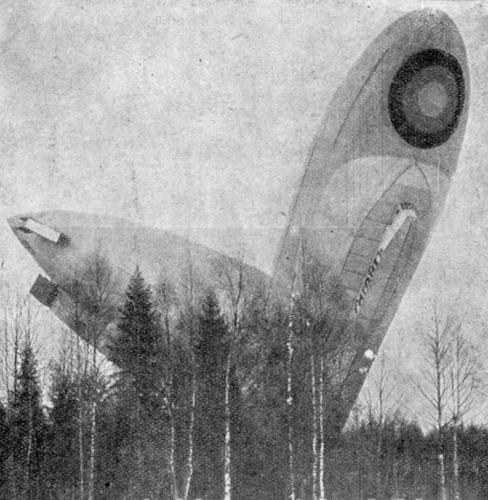
Аварія дирижабля

У зв'язку з початком війни збірку «Гіганта» було доручено військовому повітроплавцю штабс-капітану Л. А. Ліпінгу. Розрахувавши масу окремих частин дирижабля, Ліпінг дійшов висновку, що максимальна висота польоту виявиться низькою. Тому було прийнято рішення зняти дві задні рухомі гондоли, а дві передні пересунути ближче до головної статичної вертикалі. Ряд дослідників вважають, що у процесі цих переробок не були враховані зміни згинального моменту, що згодом призвело до аварії. 10 лютого 1915 року в районі Гатчини почалися льотні випробування «Гіганта». Під час першого польоту на невеликій висоті дирижабль сильно прогнувся в середній частині: гвинт, який обертається, зачепився за один із тросів, що підтримують моторні гондоли. Це призвело до того, що дирижабль прогнувся в середній частині та впав на землю.